# VIII Cumbre de la CELAC de 2024
La VIII Cumbre de la Comunidad de Estados Latinoamericanos y Caribeños (CELAC) se realizó el 1 y 2 de marzo de 2024, en la Casa de la Asamblea en el Kingstown.
En esta cumbre por primera vez en la historia de América Latina y el Caribe los 33 países participantes lograron acordar y validar un plan de seguridad alimentaria y erradicación de la pobreza, y que fue posteriormente abordado en la 38 Conferencia Regional de la FAO que se celebró en Georgetown, Guyana.

## Líderes asistentes

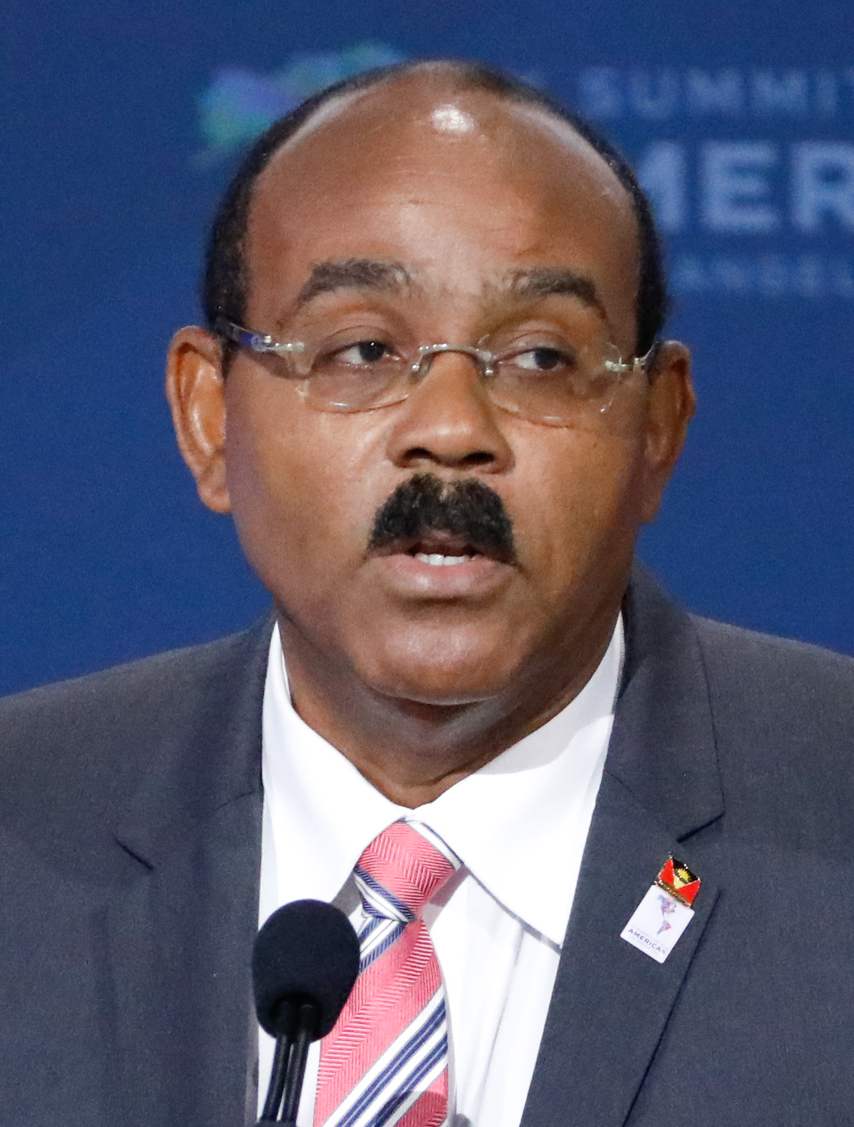
ATG Gaston Browne, Primer Ministro
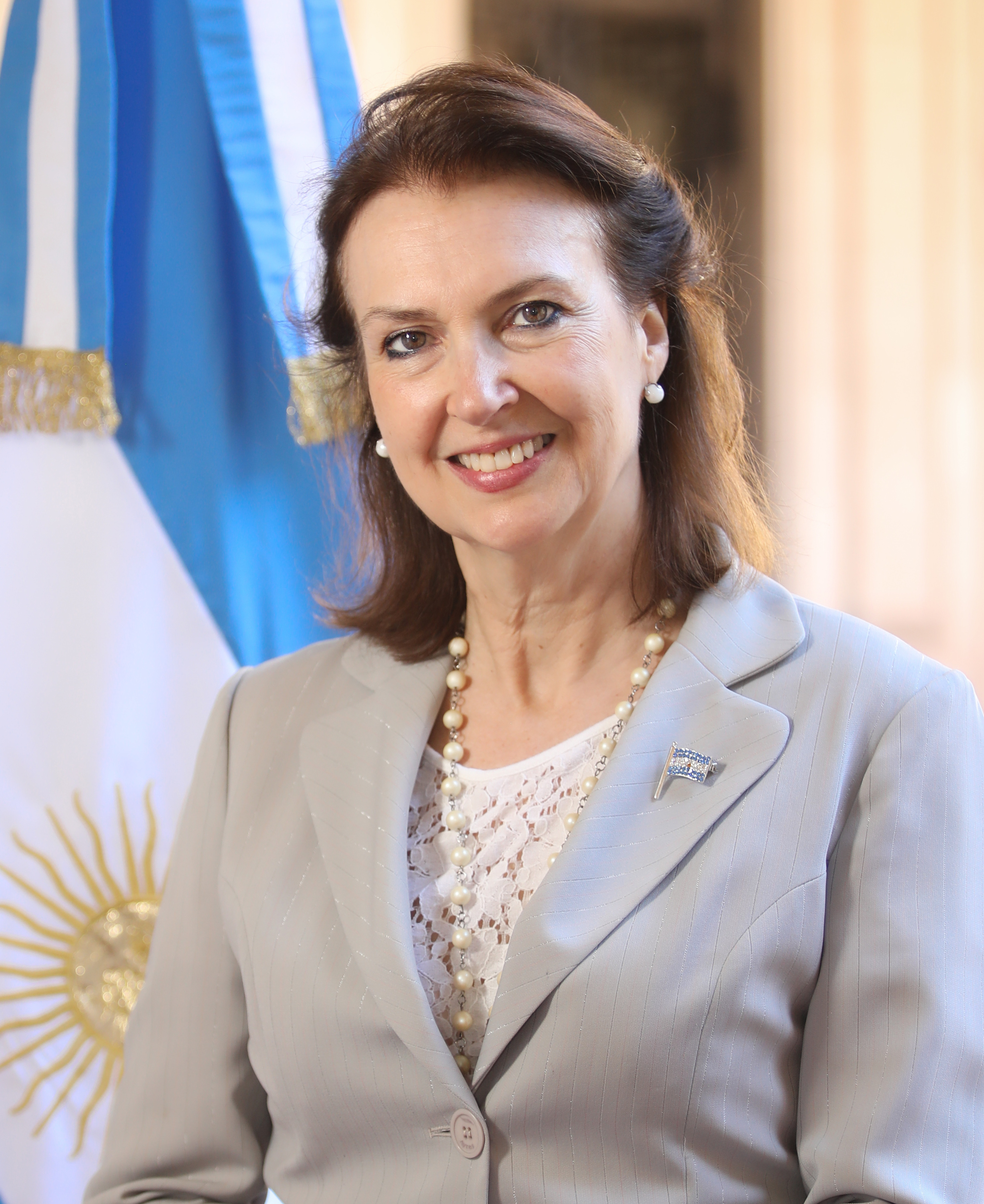
ARG Diana Mondino, Ministra de Relaciones Exteriores
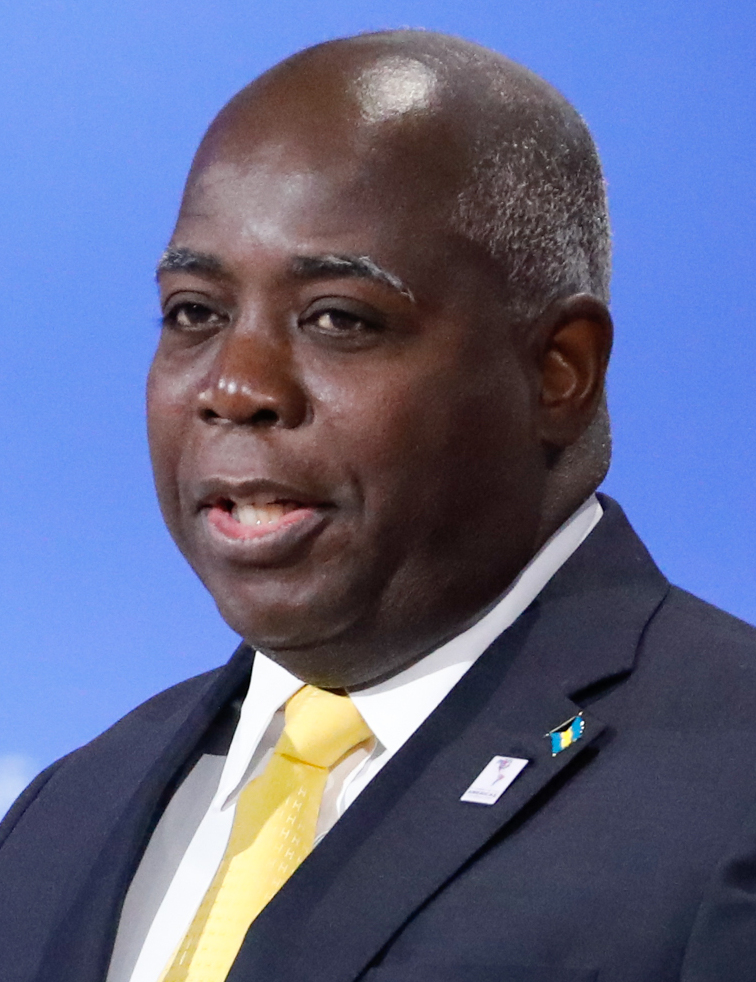
BAH Philip Davis, Primer Ministro
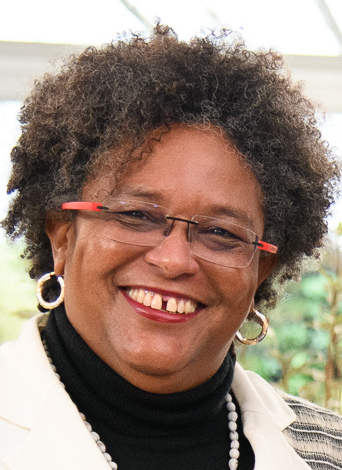
BAR Mia Mottley, Primera Ministra
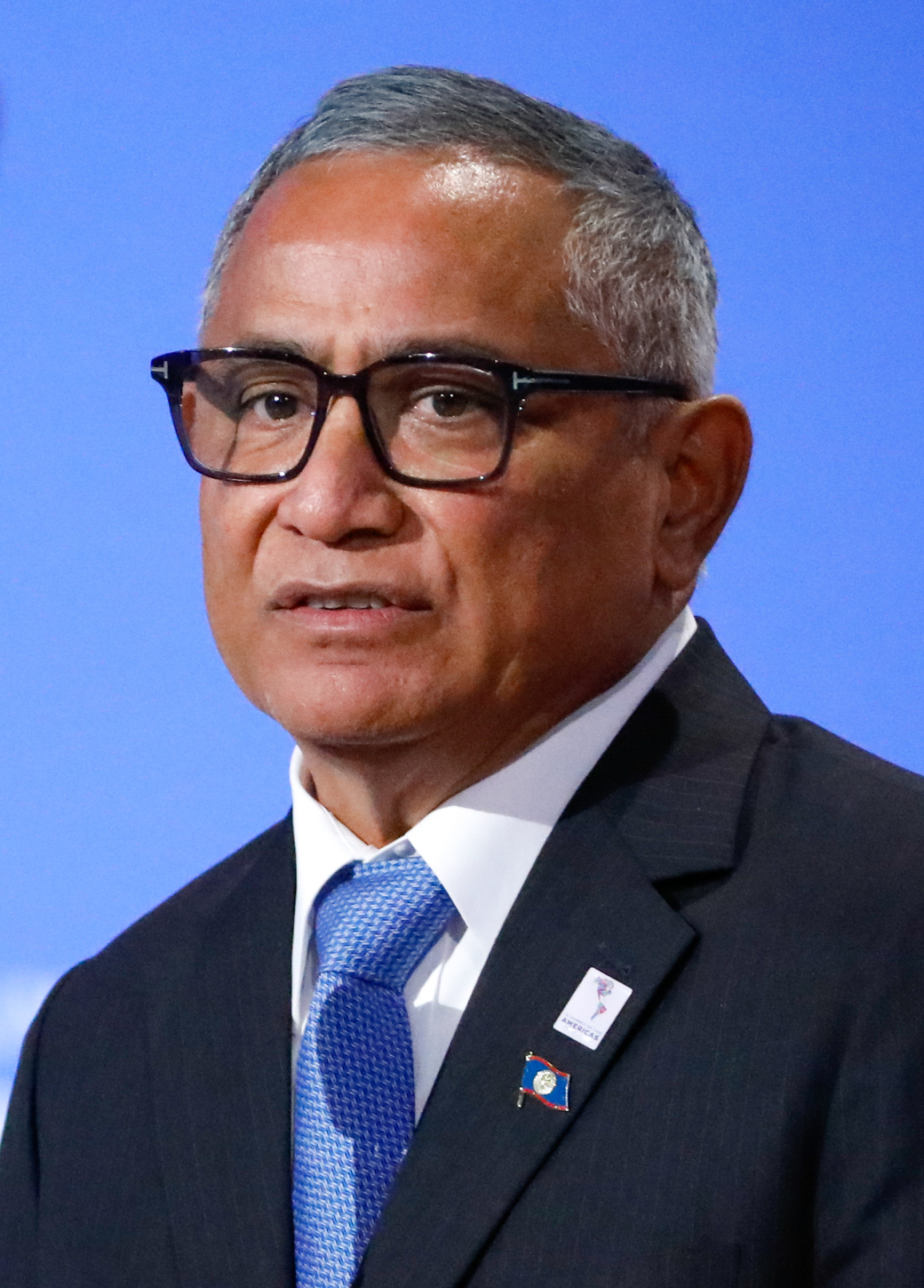
BLZ Johnny Briceño, Primer Ministro
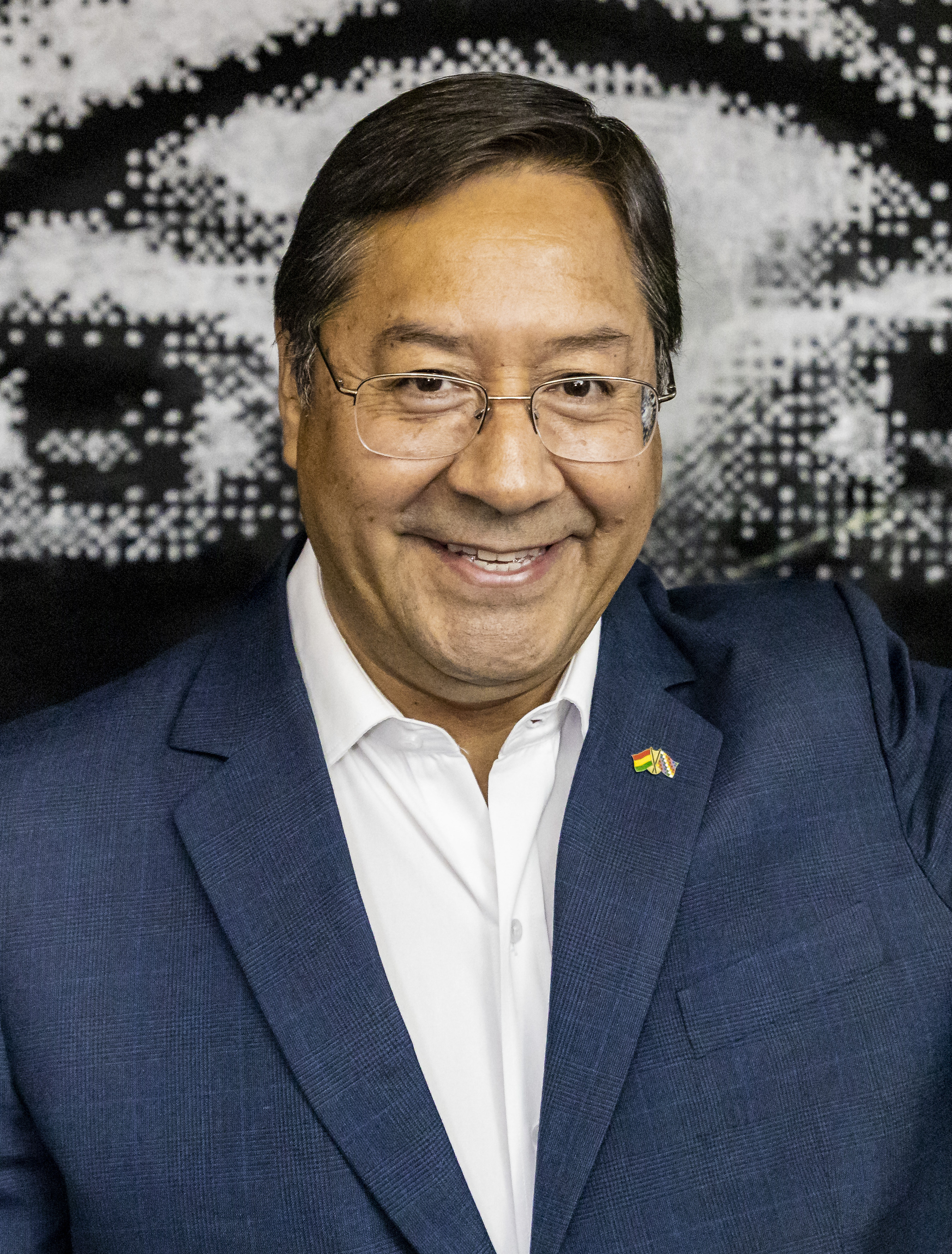
BOL Luis Arce, Presidente
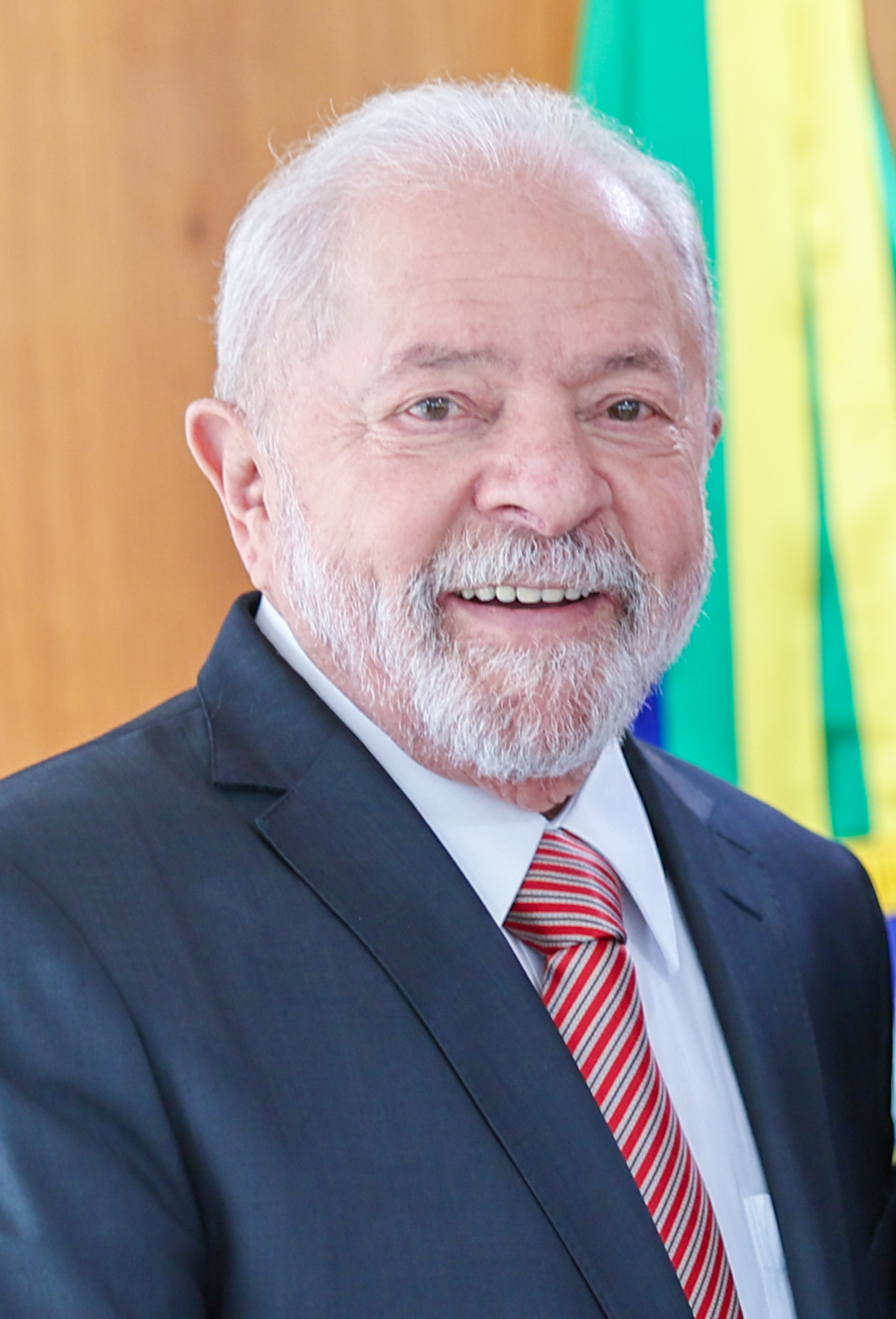
BRA Luiz Inácio Lula da Silva, Presidente
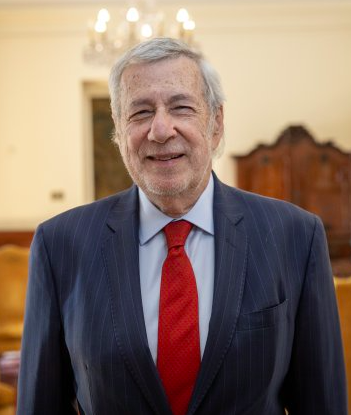
CHL Alberto van Klaveren, Ministro de Relaciones Exteriores
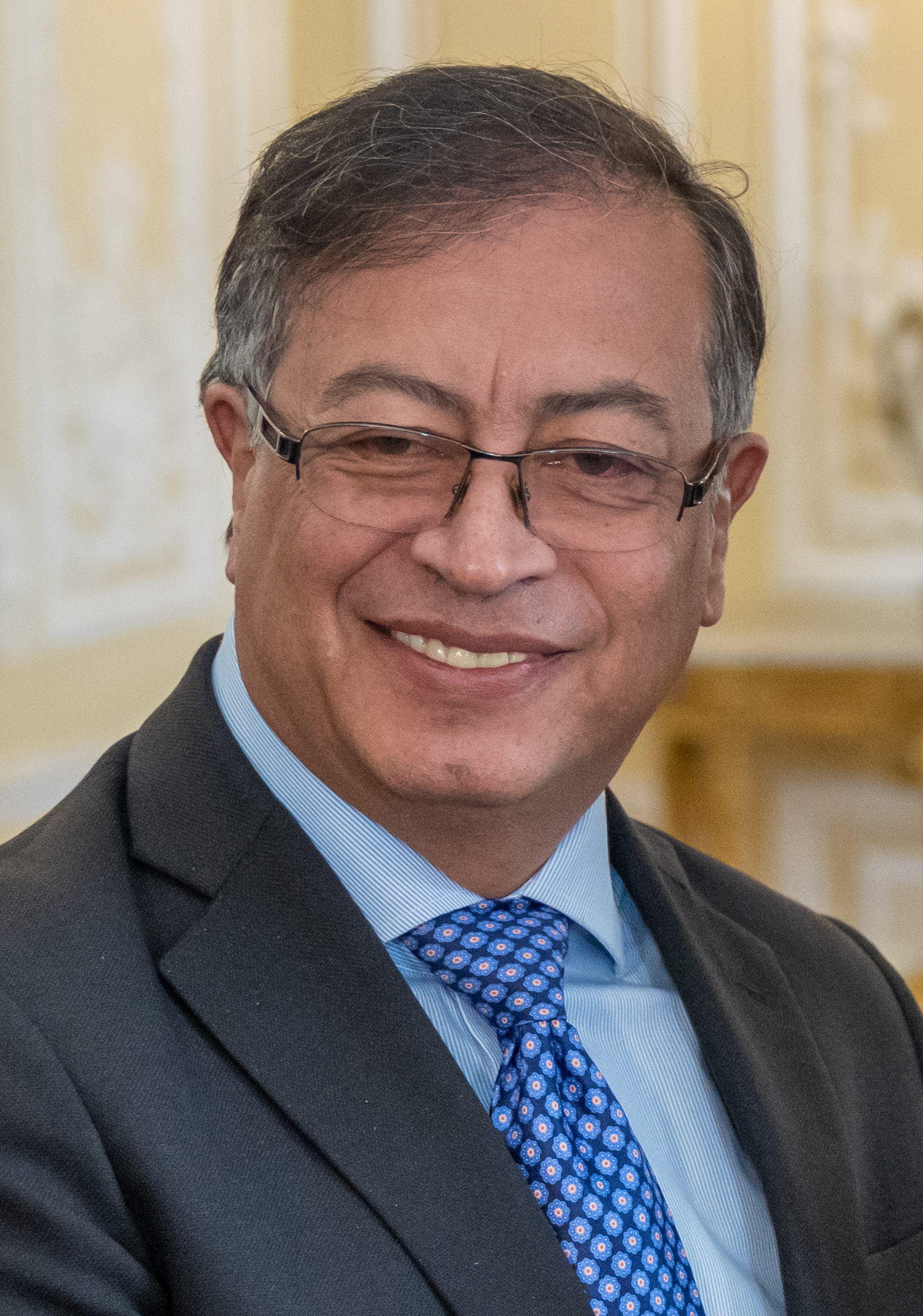
COL Gustavo Petro, Presidente
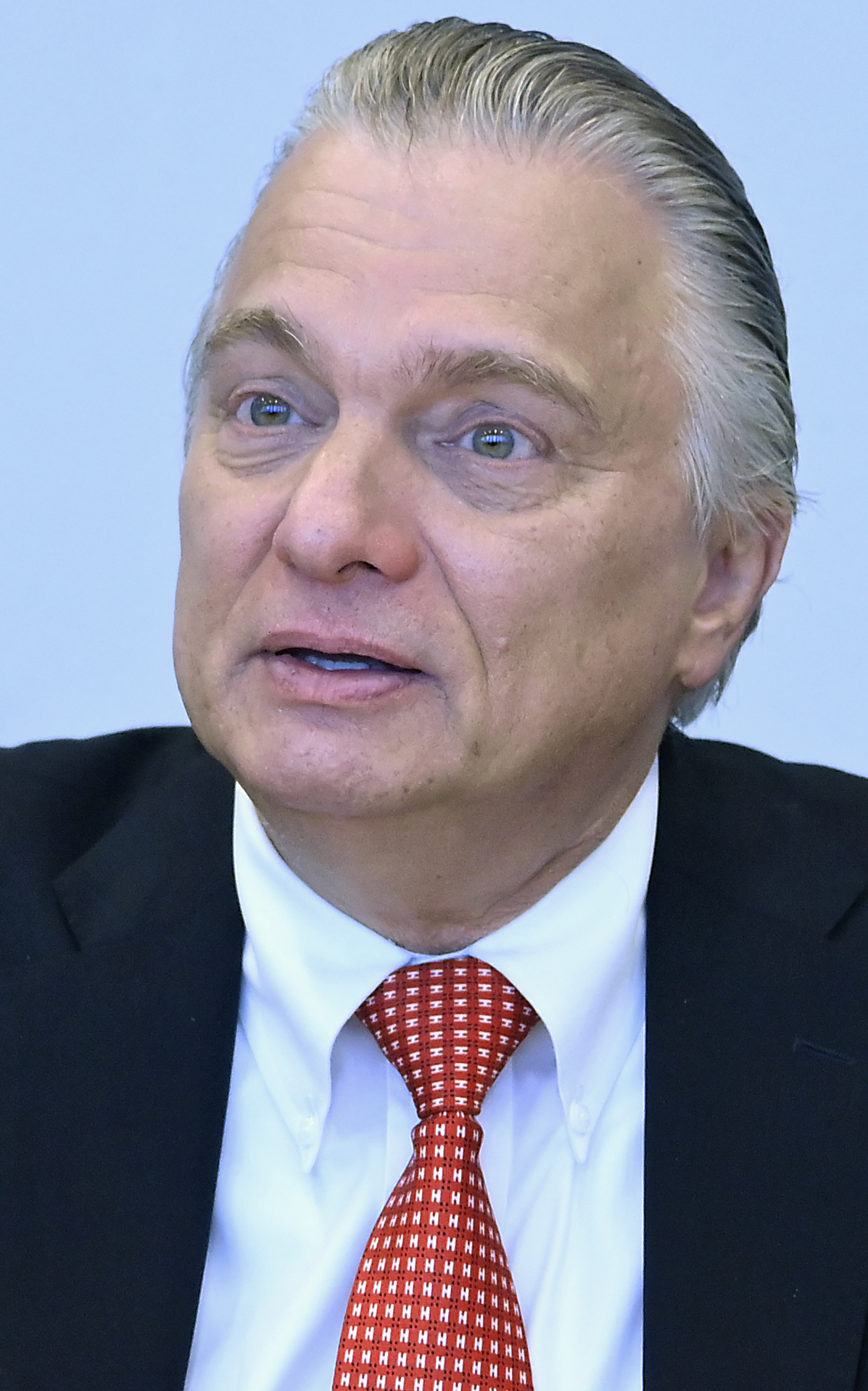
CRC Arnoldo André Tinoco, Ministro de Relaciones Exteriores
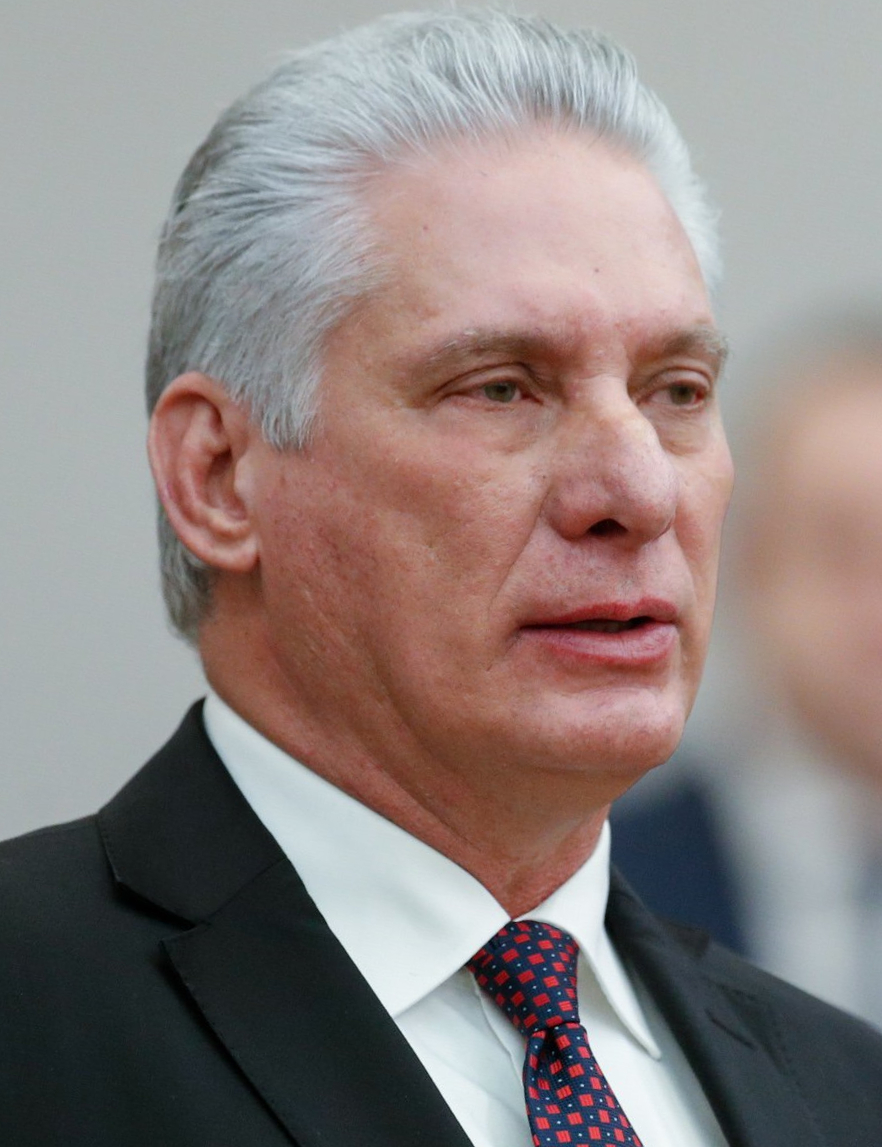
CUB Miguel Díaz-Canel, Presidente
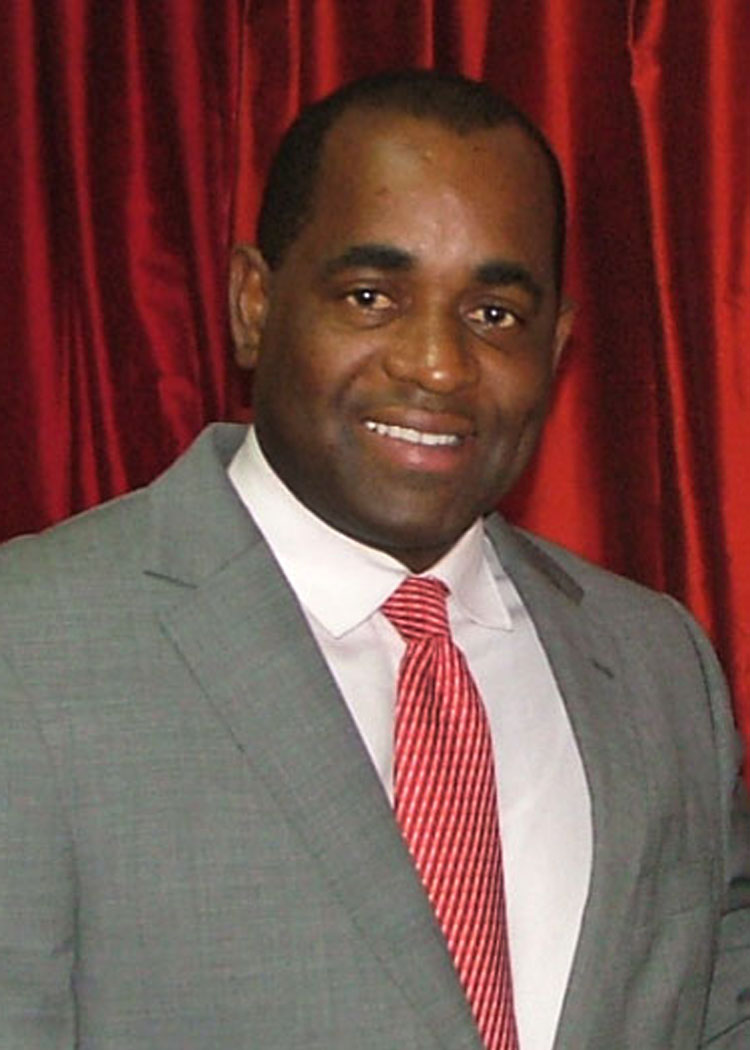
DMA Roosevelt Skerrit, Primer Ministro
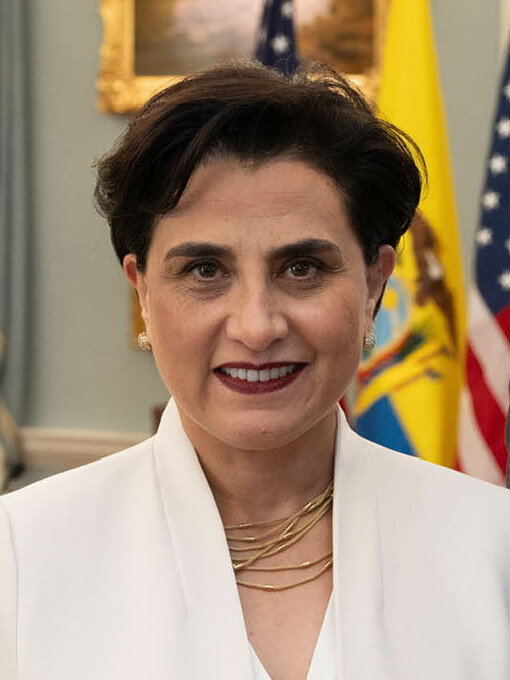
ECU Gabriela Sommerferld, Ministra de Relaciones Exteriores
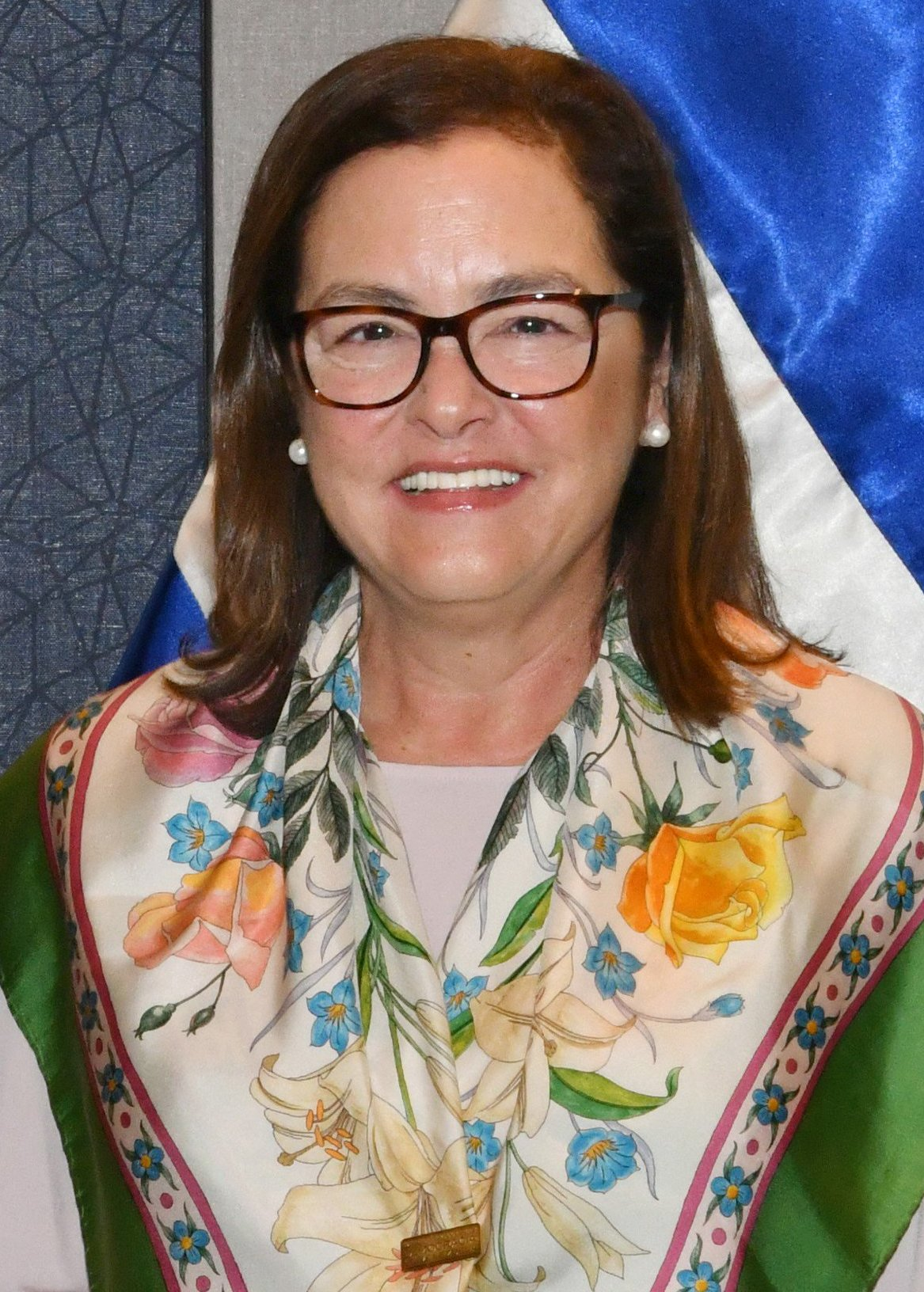
ESA Alexandra Hill Tinoco, Ministra de Relaciones Exteriores
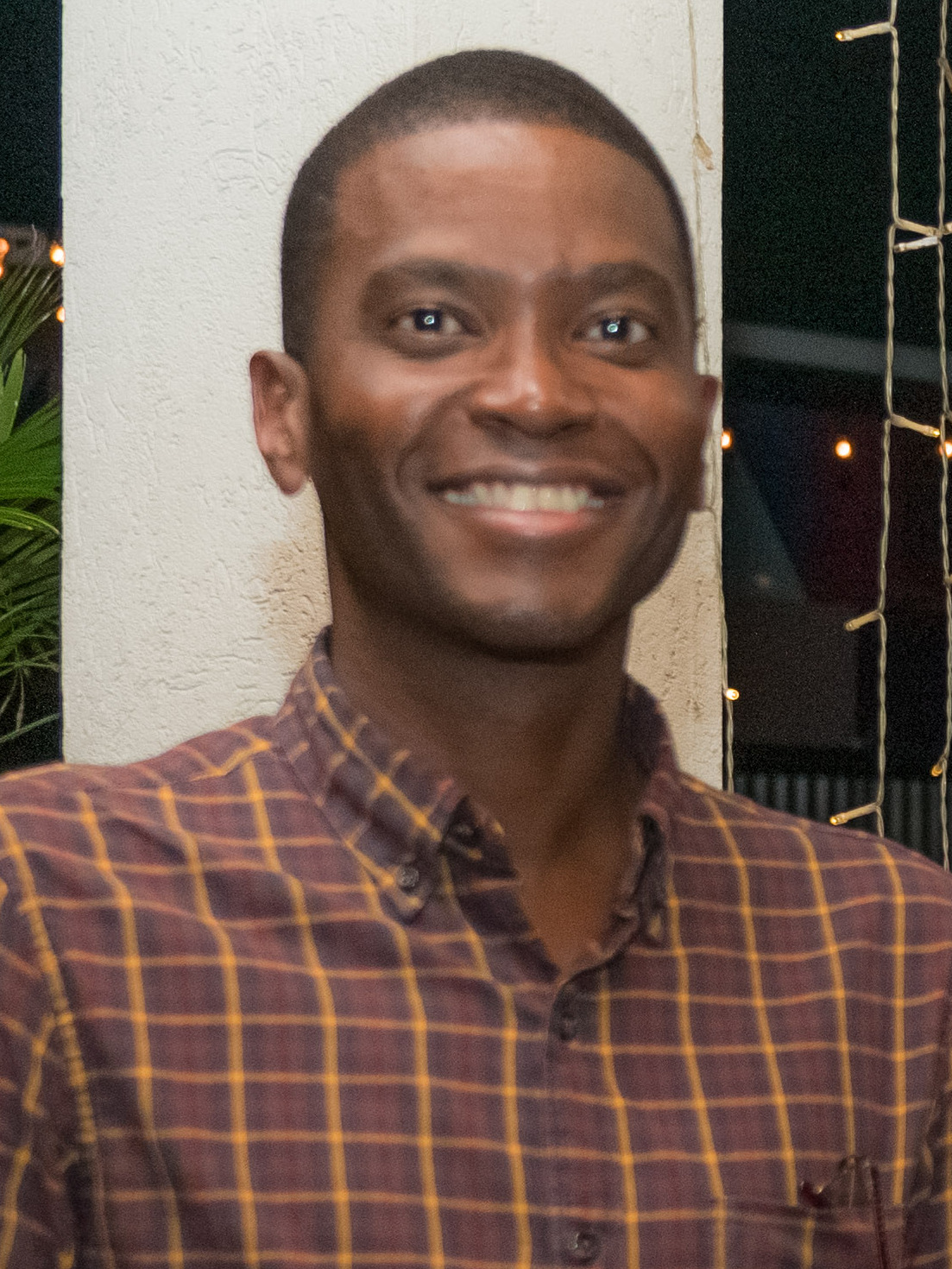
GRD Dickon Mitchell, Primer Ministro
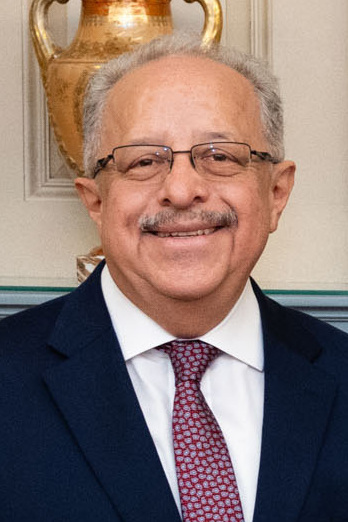
GUA Carlos Ramiro Martínez, Ministro de Relaciones Exteriores
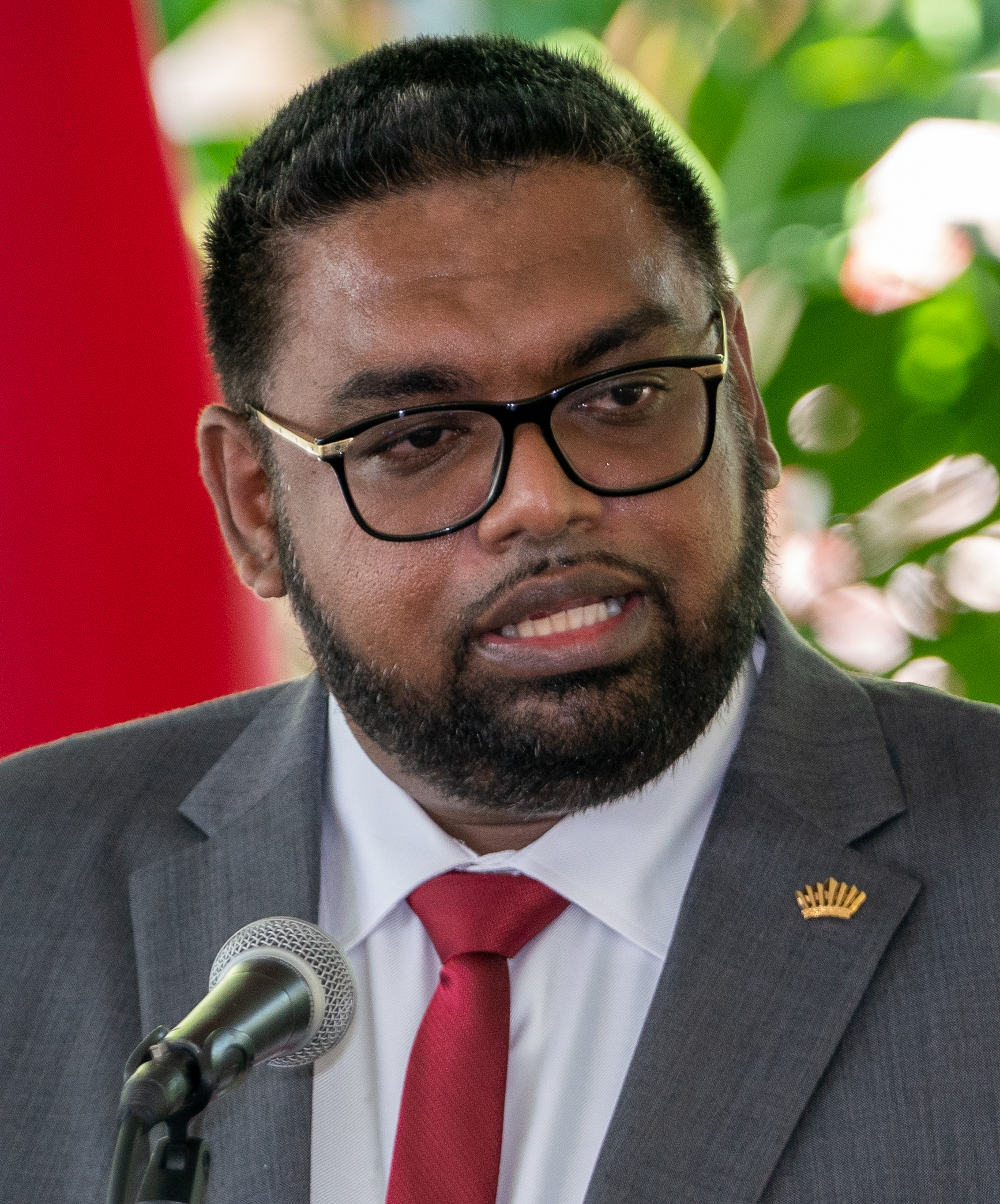
GUY Irfaan Ali, Presidente
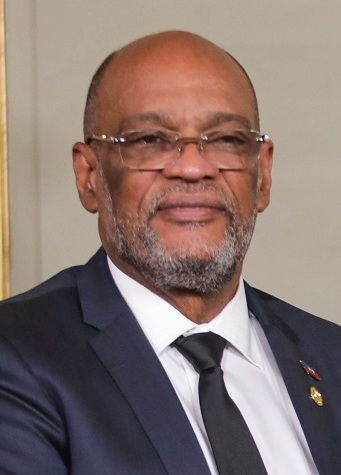
HAI Ariel Henry, Primer Ministro
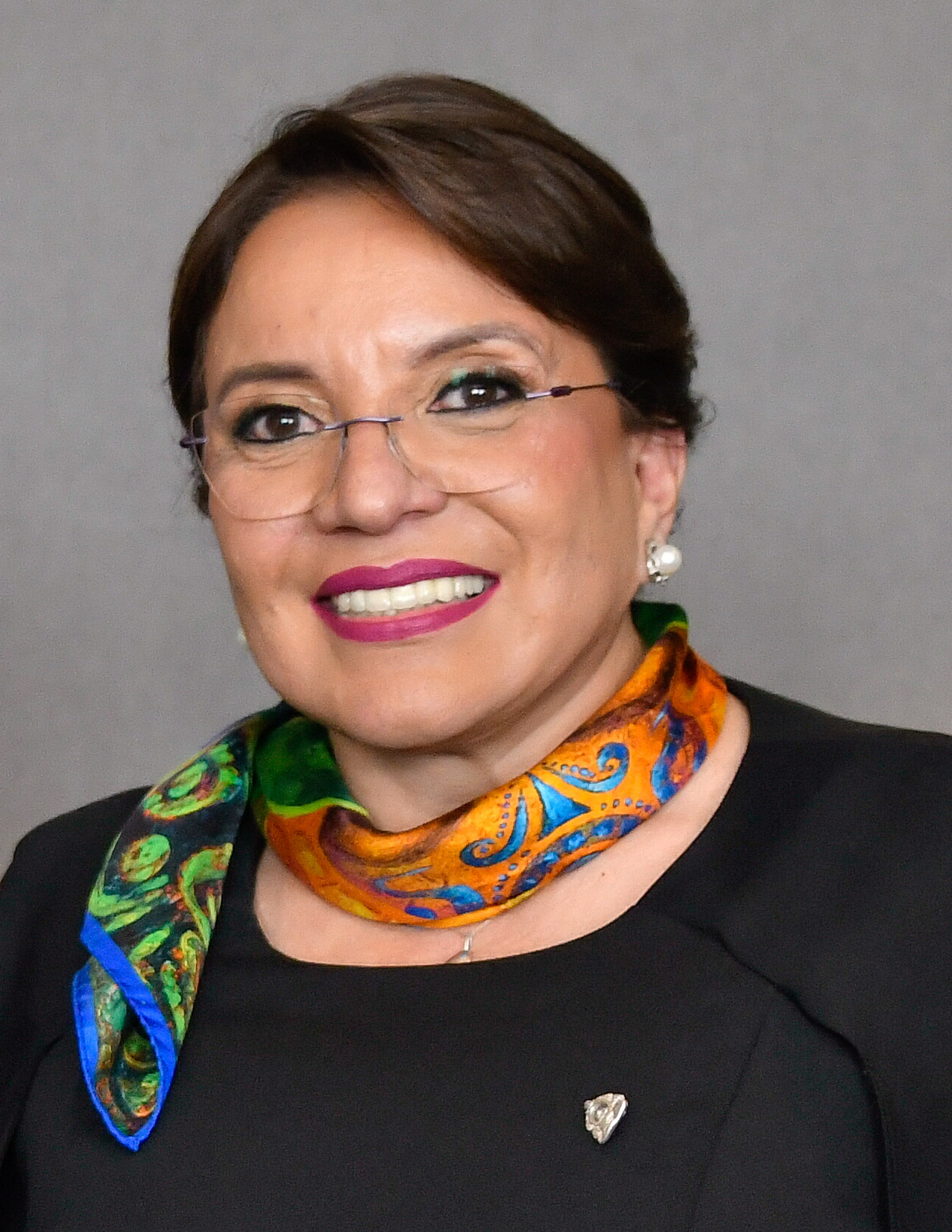
HON Xiomara Castro, Presidenta
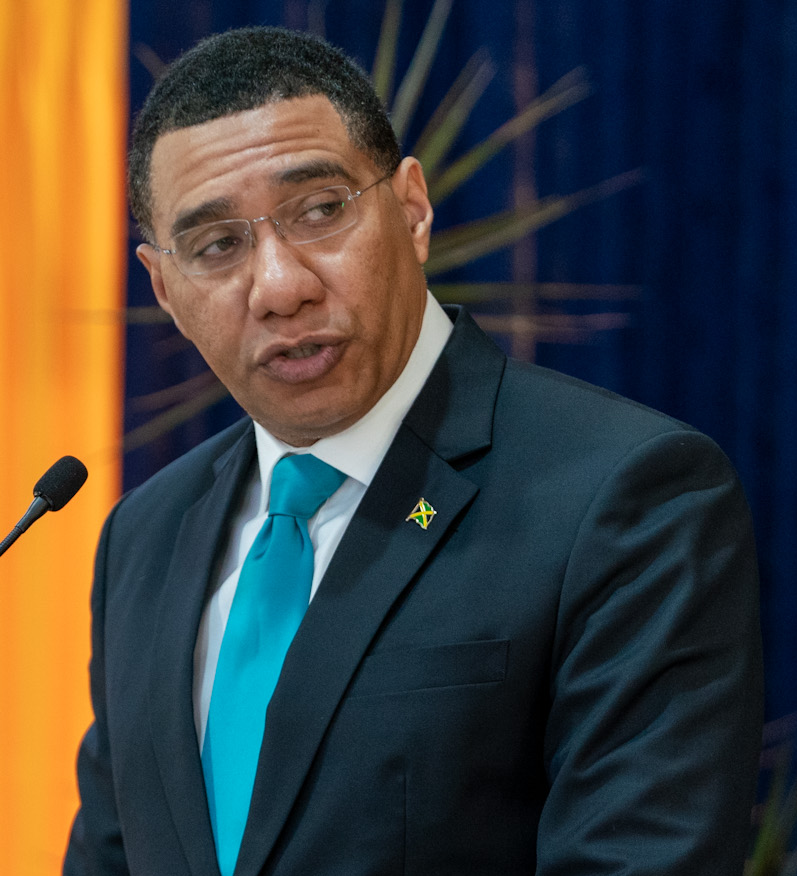
JAM Andrew Holness, Primer Ministro
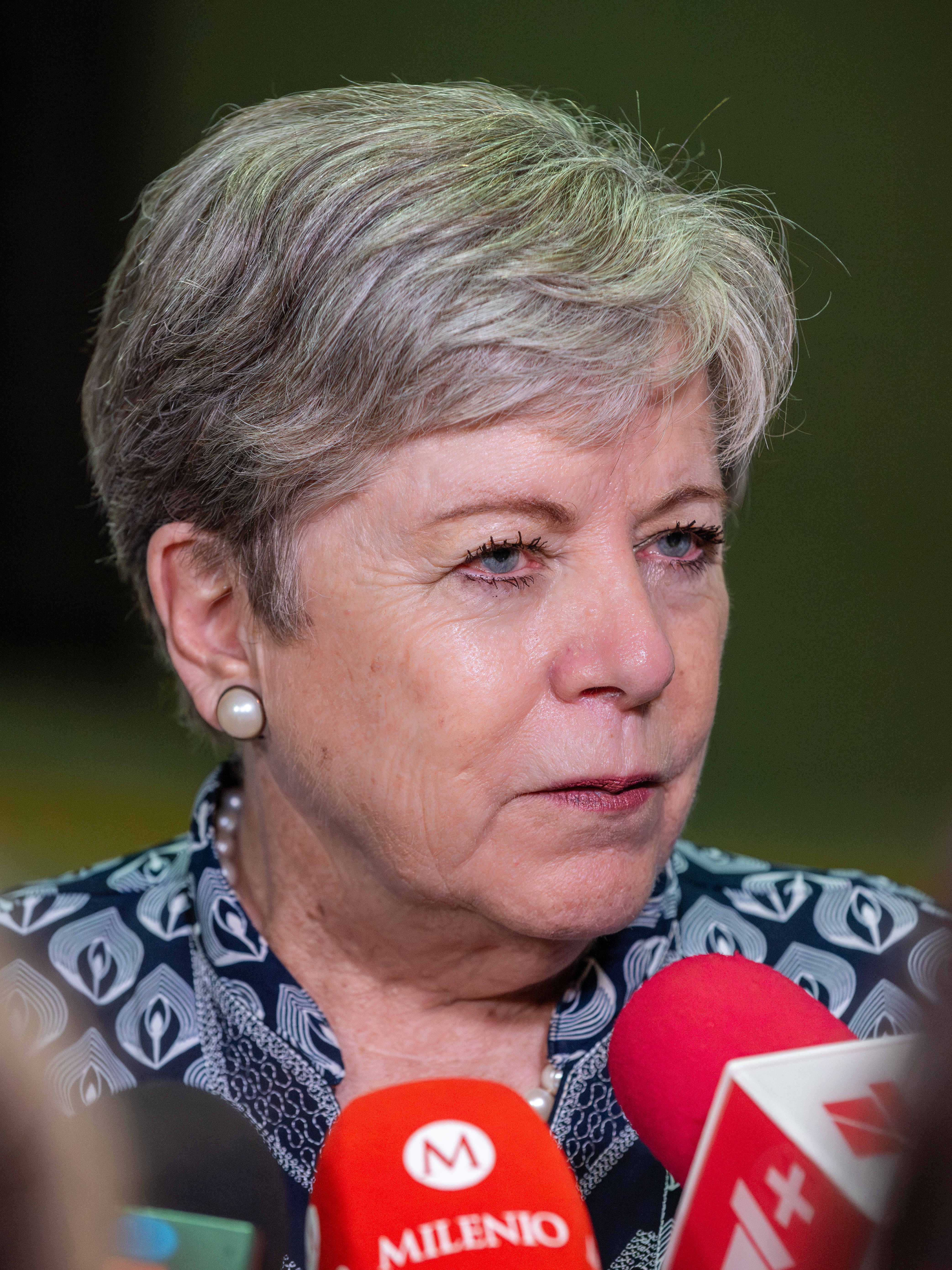
MEX Alicia Bárcena, Secretaria de Relaciones Exteriores
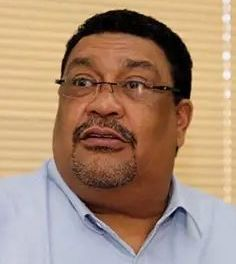
NIC Valdrack Jaentschke, Viceministro de Relaciones Exteriores
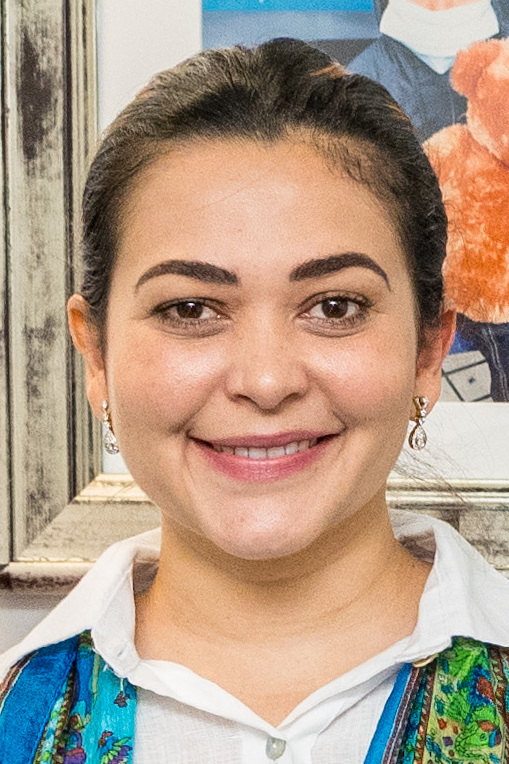
PAN Janaina Tewaney, Ministra de Relaciones Exteriores
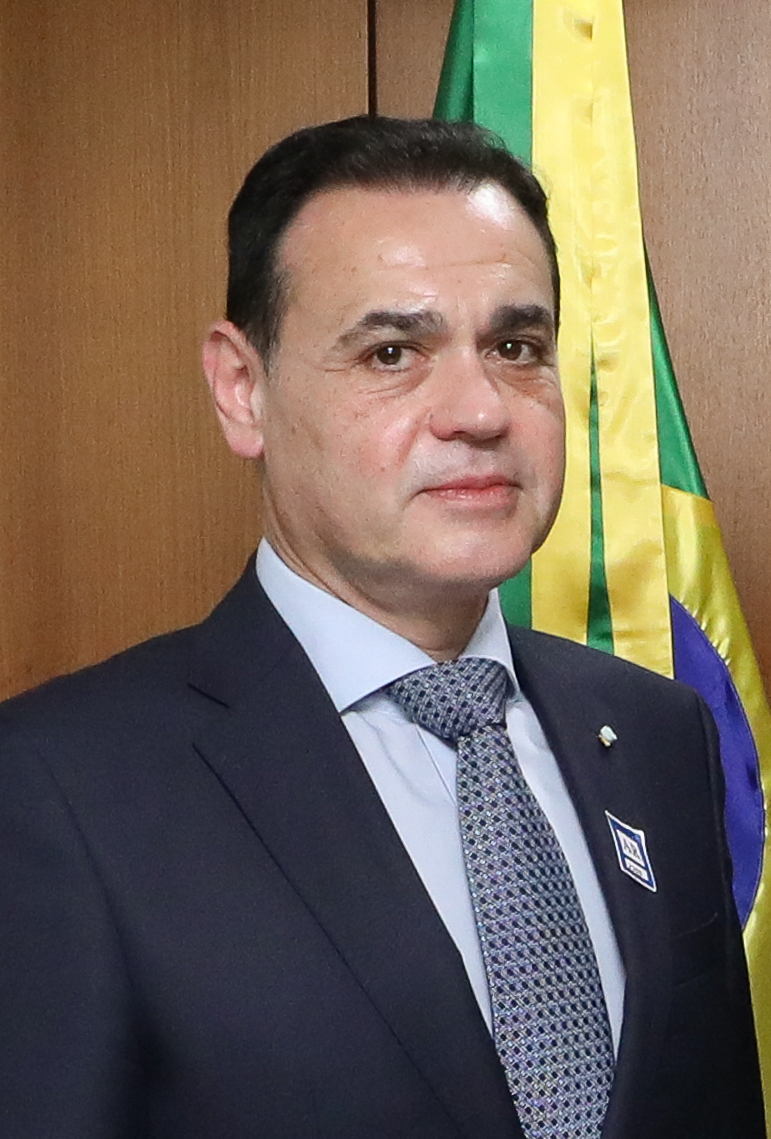
PAR Rubén Ramírez, Ministro de Relaciones Exteriores
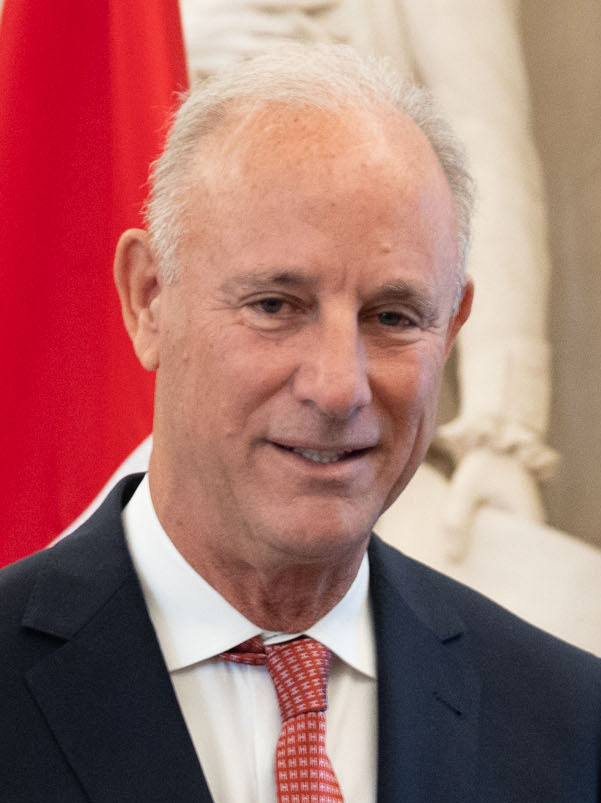
PER Javier González-Olaechea, Ministro de Relaciones Exteriores
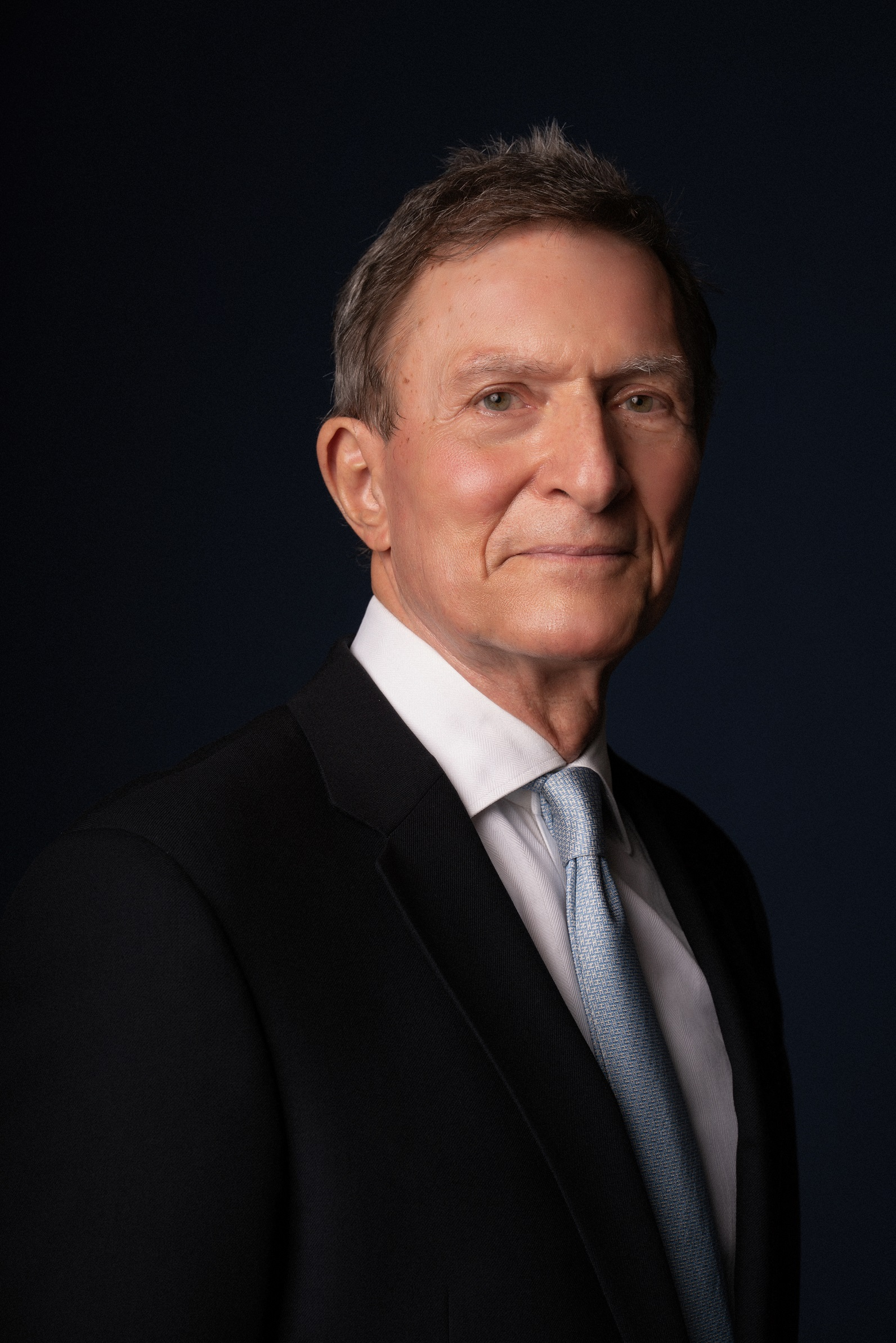
DOM Roberto Álvarez, Ministro de Relaciones Exteriores
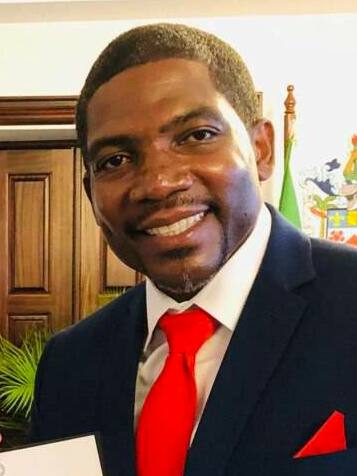
SKN Terrance Drew, Primer Ministro
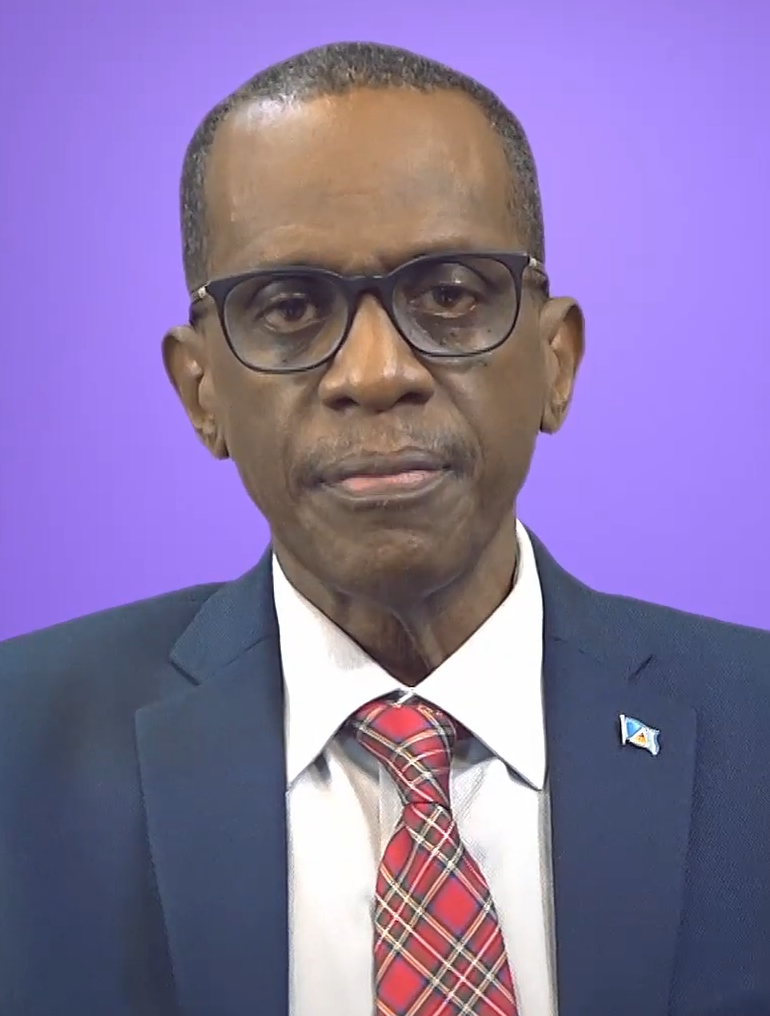
LCA Philip J. Pierre, Primer Ministro
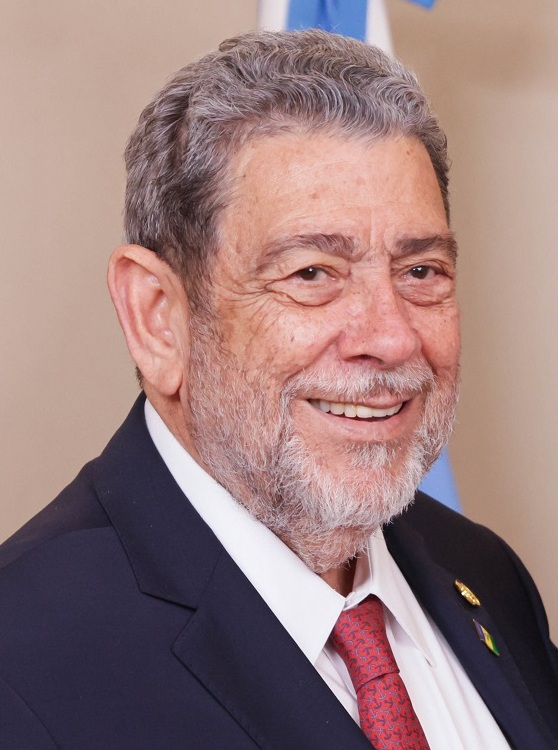
VCT Ralph Gonsalves, Primer Ministro (anfitrión)
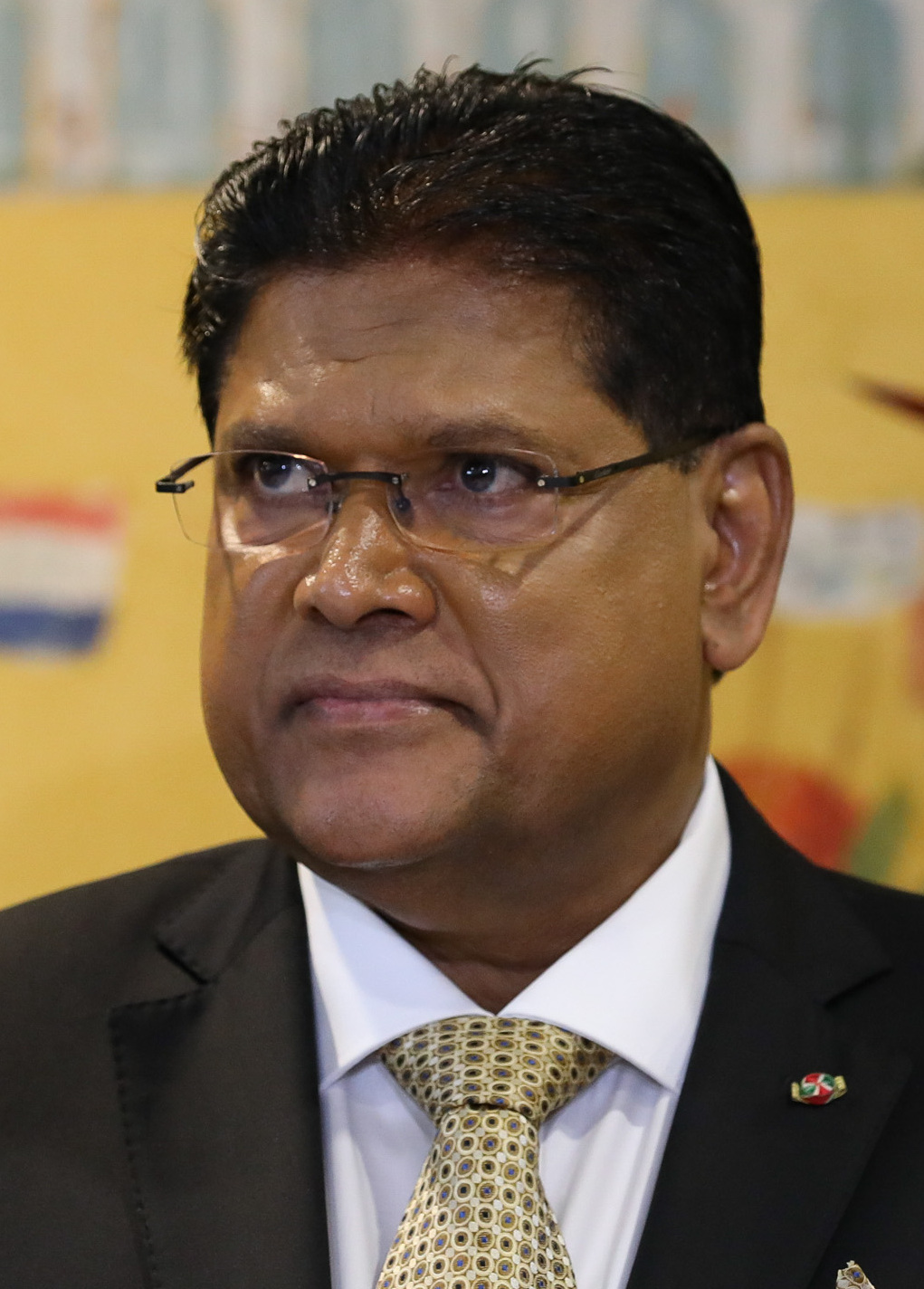
SUR Chan Santokhi, Presidente
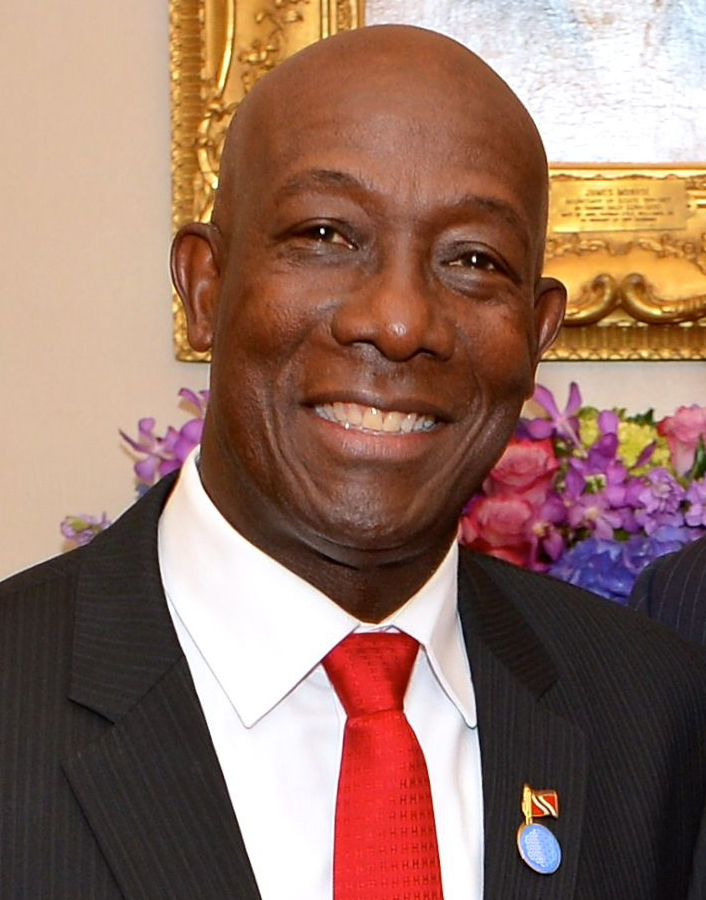
TRI Keith Rowley, Primer Ministro
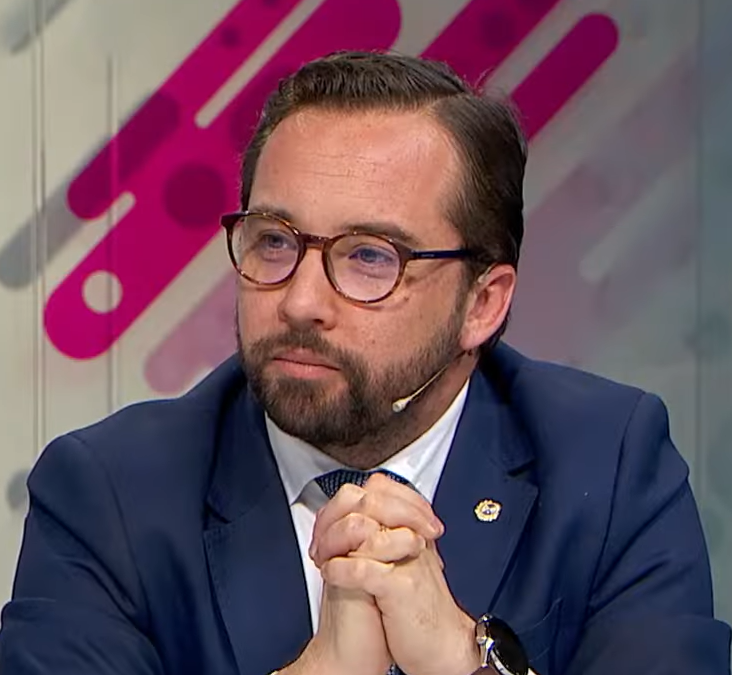
URU Nicolás Albertoni, Subsecretario de Relaciones Exteriores
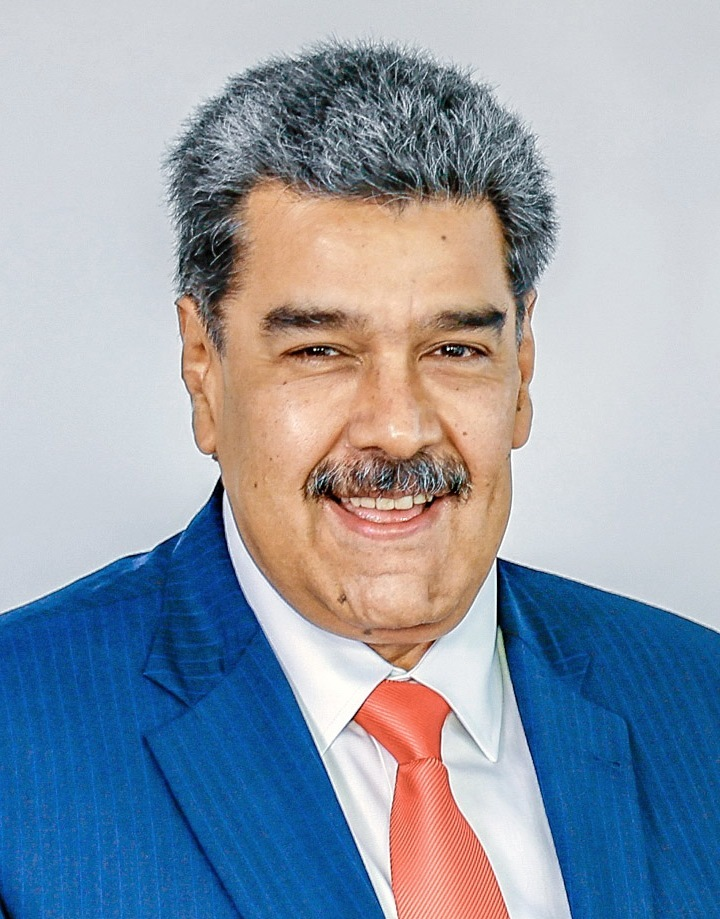
VEN Nicolás Maduro, Presidente

- Antigua y Barbuda
Gaston Browne, Primer Ministro
- Argentina
Diana Mondino, Ministra de Relaciones Exteriores
- Bahamas
Philip Davis, Primer Ministro
- Barbados
Mia Mottley, Primera Ministra
- Belice
Johnny Briceño, Primer Ministro
- Bolivia
Luis Arce, Presidente
- Brasil
Luiz Inácio Lula da Silva, Presidente
- Chile
Alberto van Klaveren, Ministro de Relaciones Exteriores
- Colombia
Gustavo Petro, Presidente
- Costa Rica
Arnoldo André Tinoco, Ministro de Relaciones Exteriores
- Cuba
Miguel Díaz-Canel, Presidente
- Dominica
Roosevelt Skerrit, Primer Ministro
- Ecuador
Gabriela Sommerferld, Ministra de Relaciones Exteriores
- El Salvador
Alexandra Hill Tinoco, Ministra de Relaciones Exteriores
- Granada
Dickon Mitchell, Primer Ministro
- Guatemala
Carlos Ramiro Martínez, Ministro de Relaciones Exteriores
- Guyana
Irfaan Ali, Presidente
- Haití
Ariel Henry, Primer Ministro
- Honduras
Xiomara Castro, Presidenta
- Jamaica
Andrew Holness, Primer Ministro
- México
Alicia Bárcena, Secretaria de Relaciones Exteriores
- Nicaragua
Valdrack Jaentschke, Viceministro de Relaciones Exteriores
- Panamá
Janaina Tewaney, Ministra de Relaciones Exteriores
- Paraguay
Rubén Ramírez, Ministro de Relaciones Exteriores
- Perú
Javier González-Olaechea, Ministro de Relaciones Exteriores
- República Dominicana
Roberto Álvarez, Ministro de Relaciones Exteriores
- San Cristóbal y Nieves
Terrance Drew, Primer Ministro
- Santa Lucía
Philip J. Pierre, Primer Ministro
- San Vicente y las Granadinas
Ralph Gonsalves, Primer Ministro (anfitrión)
- Surinam
Chan Santokhi, Presidente
- Trinidad y Tobago
Keith Rowley, Primer Ministro
- Uruguay
Nicolás Albertoni, Subsecretario de Relaciones Exteriores
- Venezuela
Nicolás Maduro, Presidente